# まるっと土曜日
まるっと土曜日（まるっとどようび）は、CBCラジオで1995年4月15日から1999年4月3日まで放送されていたワイドラジオ番組のシリーズ。
このシリーズは以下の4番組から成る。
- マラソンradio 多田しげおのまるっと土曜日（マラソンレディオ ただしげおのまるっとどようび、1995年4月15日〜1996年10月5日）
- まるっと土曜日 オーゾノが行く!!（まるっとどようび オーゾノがゆく、1996年10月12日〜1997年4月5日）
- 多田しげおのまるっと土曜日Again（ただしげおのまるっとどようびアゲイン、1997年4月12日〜1998年4月4日）
- 多田しげおのまるっと土曜日1/2（1998年4月11日〜1999年4月3日）

本項では以上全てについて説明。

## 概要
週休二日制が広く普及されたことを踏まえて、週末の改編に焦点が当てられて設けられた、CBCラジオ開局以来初となる10時間超のワイド番組。この改編は局外からも大きな注目を集めたという。
10時間〜11時間ワイド番組時代は、番組は大きく3部構成となっており、一週間のニュースや食、趣味などリスナーの興味をそそる話題や各種情報を扱うコーナー、バラエティコーナーを持つ1部（7:00〜12:30）は「ワイドパート」、「ザ・特集」中心の2部（13:00〜15:00）、ヒットチャートなど音楽コーナー番組中心の3部（15:00以降）に分かれていた。13時台から14時台にかけて2時間近く放送されていた『ザ・特集』コーナーは毎週一つの話題・テーマを採り上げ、若手アナウンサーの取材などによってじっくり掘り下げた形にして送るもので、当時のピアノ事情をテーマとした1997年放送の特集『私はピアノ』は、同年のギャラクシー賞のラジオ部門優秀賞を受賞した。15時台・16時台の音楽コーナーは、当初は前番組の『CBC歌謡ベストテン』の構成・内容を受け継いだ、リクエストはがきや東海地方のCD売上ランキングなどを集計して発表した週間オリジナルヒットチャートの『MAL!カウントダウン』を放送していた。
メインパーソナリティの多田しげおは1996年10月に体調不良のため一時降板、それまでレポーターを務めていた大園康志がメインパーソナリティに就いてタイトルも『まるっと土曜日 オーゾノが行く!!』に変更。6か月後の1997年4月から多田が復帰してタイトルが『多田しげおのまるっと土曜日Again』となった。1998年4月から放送時間がそれまでの「1部」の枠、7:00〜12:30のみと半分になり、タイトルが『多田しげおのまるっと土曜日1/2』に変わった。
1999年4月3日放送の最終回は「店じまい！柴岡スペシャル オールリクエスト大会」と題して放送、本番組に馴染みのあった人のゲスト出演や声のメッセージが放送された。本番組終了後1999年4月5日から、多田の担当番組は平日朝に移り、『多田しげおの気分爽快!!朝からP・O・N』が2024年3月まで放送された。

## 放送時間
毎週土曜日
- 7:00 - 17:00 （1995年4月15日〜1996年4月6日）※「マラソンradio」
- 7:00 - 18:00 （1996年4月13日〜1998年4月4日）※「マラソンradio」〜「オーゾノが行く!!」〜「Again」
- 7:00 - 12:30 （1998年4月11日〜1999年4月3日）※「1/2」

## レギュラー出演者
- パーソナリティ
  - 多田しげお （1995年4月15日〜1996年10月5日、1997年4月12日〜1999年4月3日）
  - 中橋かおり （1995年4月15日〜1997年4月5日）
  - 神尾純子 （1997年4月12日〜1998年10月3日）※「Again」の前半（7:00〜12:30）出演から「1/2」へ続投
  - 丹野みどり （1997年4月12日〜1998年4月4日）※「Again」の後半（13:00〜18:00）出演
  - 重松和世 （1998年10月10日〜1999年4月3日）※「1/2」の出演
  - 沢朋宏 （1998年10月10日〜1999年4月3日）※「1/2」の出演
- レポーター → パーソナリティ
  - 大園康志 （1995年4月15日〜1997年4月5日）※1996年10月5日までレポーター、同年10月12日からメインパーソナリティ

## タイムテーブル
- 07:04 - ニュース・天気予報・交通情報
- 07:14
  - なるほど一週間 （〜1997年3月）
  - 早起きは三文の得 （1997年4月〜）
- 07:32 - 朝の歳時記
- 07:41 - 交通情報
- 07:47
  - なるほど一週間 （〜1996年9月）
  - ローカル線サイクリング紀行 （1996年10月〜1997年3月）
- 07:47 - 頭の新体操 （1997年4月〜）
- 07:53 - ゴルフ&ゴルフ （〜1995年9月）
- 07:59 - レースガイド
- 08:00 - ニュース・天気予報・交通情報
- 08:17 - 朝ごはんもう済んだ？ （〜1996年9月、1997年4月〜）
- 08:23
  - フルマラソンはお好き？ （〜1996年3月）
  - （→1996年10月から8:17）玉の輿はお好き？ （1996年4月〜1997年3月）
  - 「ダンカジ」はお好き？ （1996年10月〜1997年3月）
- 08:30 - ターミナル・サロン
- 08:40 - 交通情報
- 08:44
  - 税金おしゃべりサロン （〜1997年3月）
  - 頭の新体操Part2 （1997年4月〜）
- 08:55 - デパート案内
- 08:59 - レースガイド
- 09:00 - ニュース・天気予報・交通情報
- 09:14 - 花のある風景
- 09:23 - お耳にビタミン
- 09:50 - 岐阜県からのお知らせ（第1・第3週）／岐阜市からのお知らせ（第2週）／滋賀県観光情報（第4週、1996年4月〜）
- 09:59 - レースガイド
- 10:00
  - 一万円クイズいいとこみつけた （〜1997年3月）
  - コーン片桐の一万円クイズ(1) （1997年4月〜）
- 10:06 - ニュース・交通情報
- 10:12
  - ルーシーの日本再発見(1) （1996年10月〜1997年3月）
  - 私、しげまつ旬☆感娘 （1997年4月〜）
- 10:15 - メルサラジオショッピング
- 10:25 - テレフォン人生相談
- 10:51 - 三重県の窓
- 10:55 - 滋賀県PRコーナー （〜1996年3月）
- 11:00 - ニュース・交通情
- 11:09 - 住まい快適なるほどリファイン
- 11:25
  - 一万円クイズいいとこみつけた （〜1997年3月）
  - コーン片桐の一万円クイズ(2) （1997年4月〜）
- 11:31 - 愛知県政リポート
- 11:36 - DO湯KNOWタイム
- 11:52 - 天気予報
- 12:00 - ニュース
- 12:10
  - 映画はお好き？ （〜1995年9月）
  - ビューティークリニック （1995年10月〜1997年3月）
  - 旬☆感倶楽部 （1997年4月〜）
- 12:20
  - ネスカフェゴールドブレンド おみせでダバダ （1996年4月〜1996年9月）
  - ルーシーの日本再発見(2) （1996年10月〜1997年3月）
- 12:30 - 0時半です松坂屋ですカトレヤミュージックです
- 13:00 - ニュース・交通情報
- 13:10
  - タマゴでポン！ （1996年4月〜1996年9月）
  - （→1996年4月から13:20） ザ・特集
- 14:50 - ラジオインフォマーシャル
- 14:56 - 交通情報
- 15:00 - ニュース茶の間の新聞
- 15:06 - お天気レーダー
- 15:08 - 黒ちゃんの「とっておきの話」 （〜1995年9月）
- 15:10
  - MITSUBISHI MOTORS BEAT NAVIGATION MEET THE BLITZ （TBSラジオ制作、1996年4月〜1997年3月）
  - MITSUBISHI MOTORS SPECIAL 赤坂泰彦・TALK 2 TALK （TBSラジオ制作、1997年4月〜1998年3月）
- 15:30（→1996年4月から16:00） - MAL!カウントダウン （15:30〜16:30 → 1996年4月から16:00〜17:00）
- 16:00 - 丸ッ!音楽的体感世界 （1996年10月から、16:00〜17:00）
- 15:40 - 釣る釣るつりライフ （1997年4月〜）
- 15:45 - 競馬中継
- 16:45 - 賀川幸星まるごとENKA （〜1996年3月）

この後17時台は1996年4月から本番組の枠
- 17:00 - ニュース・天気予報・交通情報
- 17:09
  - キリンラガー ベースボールトラッキング （1996年4月〜1996年9月）
  - コーン片桐のおかずプレゼント （1996年10月〜1997年3月）
- 17:11 - 静岡観光メッセージ （1997年4月〜）
- 17:15 - 中野浩一のフリートーク （1997年4月〜）
- 17:21（→1997年4月から17:07） - ボートレースガイド
- 17:30
  - 竹村健一 パイプ片手に （TBSラジオ制作、1997年3月まで）
  - 久野誠の聞けば聞くほどスポーツ三昧 （1997年4月〜）
- 17:40 - ウィークエンドネットワーク 〜スポーツKISS （1997年4月〜）
- 17:45 - ウィークエンドネットワーク （TBSラジオ制作）

### 15時台 - 16時台の音楽コーナー番組

#### 「MAL!カウントダウン」
- 放送期間 - 1995年4月〜1996年9月
- 放送時間 - 15:30〜16:30 → 1996年4月から16:00〜17:00
- パーソナリティ - 原元美紀（1995年4月〜1996年3月）→ 伊藤敦基、大石まゆみ（1996年4月〜1996年9月）

タイムテーブル
- 15:34（→1996年4月から16:20）- エイデン ディスクステーション 〜HOT HITS REVIEW
- 15:45 - 競馬中継
- 15:50 - 交通情報
- 15:54 - ワクワクSound-Box （〜1996年3月）
- 16:13 - まどろすタイム （1996年4月〜1996年9月）

#### 「丸ッ!音楽的体感世界」
- 放送期間 - 1996年10月〜1997年9月
- 放送時間 - 16:00〜17:00
- パーソナリティ - 林孝紀、林舞

タイムテーブル
- 16:20 - エイデン ディスクステーション 〜HOT HITS REVIEW

#### 「ああ、青春のまるっとリクエストパレード」
- 放送期間 - 1997年10月〜1998年3月
- 放送時間 - 16:00〜17:00
- パーソナリティ - 多田しげお、久野誠、丹野みどり

タイムテーブル
- 16:20 - エイデン ディスクステーション 〜HOT HITS REVIEW